# L&B – Lyn

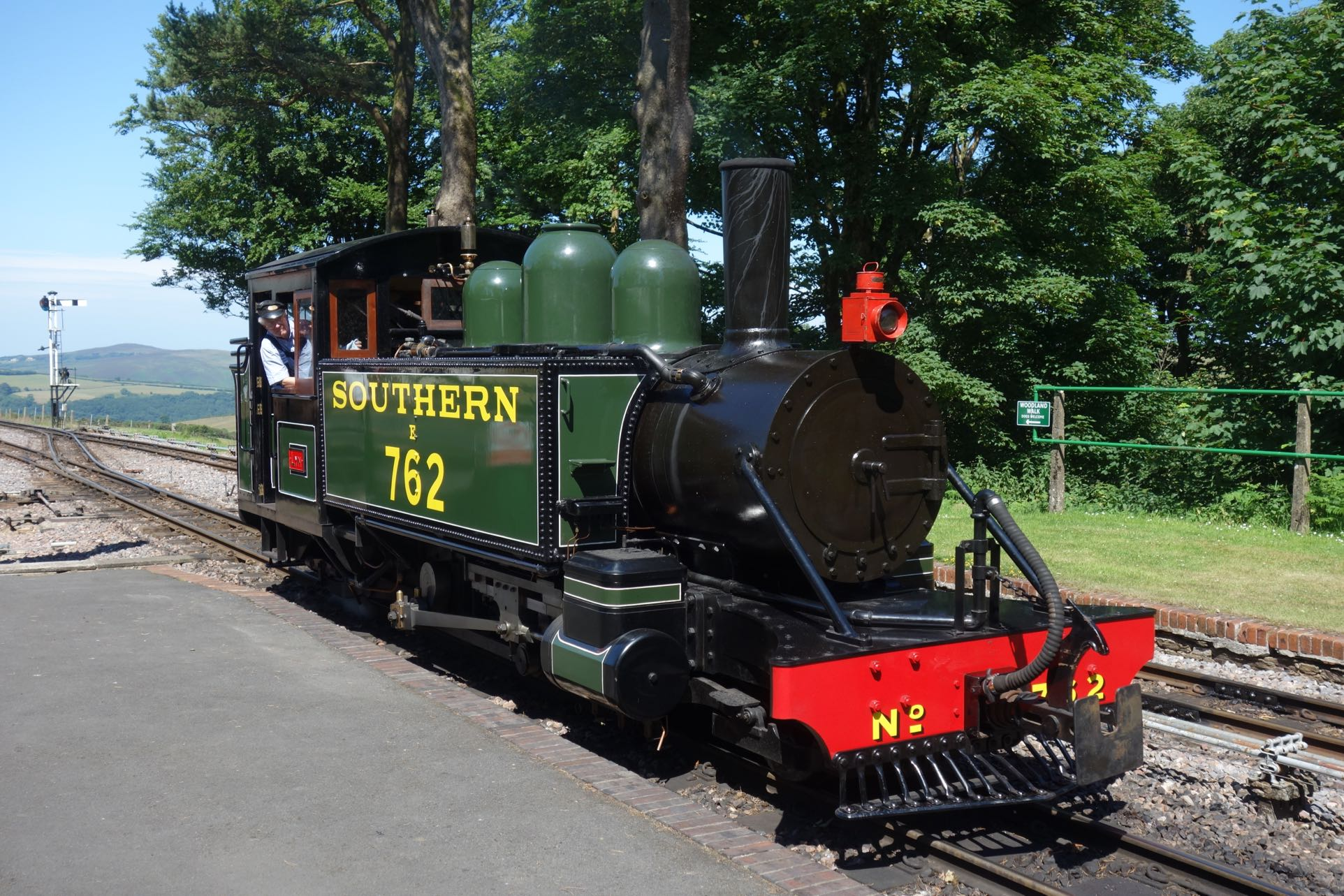
Der Nachbau von 2017 im Bahnhof Woody Bay

Die Lokomotive mit dem Namen Lyn der schmalspurigen Lynton and Barnstaple Railway (L&B) in Devon war eine Tenderlokomotive mit der Achsfolge 1'B1'.

## Geschichte
Zur Betriebsaufnahme im Jahr 1898 hatte die L&B drei 1'C1'-Tenderlokomotiven von Manning Wardle beschafft, Yeo, Exe und Taw. Doch schon vor der Eröffnung im Mai war klar geworden, dass drei Lokomotiven nicht ausreichen würden. Weil die britischen Lokomotivfabriken wegen eines Streiks nicht kurzfristig liefern konnten, erhielt der amerikanische Hersteller Baldwin den Auftrag. Die Lokomotive wurde in Teilen geliefert, in den Werkstätten der L&B montiert und im Juli 1898 in Betrieb genommen.
Die Konstruktion hatte wenig mit der der anderen Lokomotiven gemeinsam. Es war eine typisch amerikanische Lokomotive mit Barrenrahmen, Stephenson-Steuerung, Verstärkungsstreben zwischen vorderem Rahmenende und Rauchkammer, zwei Sanddomen auf dem Kessel und einem geschlossenen Holzführerhaus. Obwohl sie einige Tonnen leichter war und eine Kuppelachse weniger hatte, war die Lyn etwas länger und breiter als die Manning-Wardle-Maschinen.
Der Name Lyn stammte wie der der anderen Lokomotiven von einem Fluss in der Region. Obwohl Lyn als „Fremdling“ beim Personal nicht sonderlich beliebt war, verrichtete sie ohne größere Pannen ihren Dienst. 1907 erhielt sie einen neuen Kessel in einer leicht abweichenden Bauweise.
Nach der Übernahme der Bahn durch die Southern Railway im Jahr 1923 erhielt die Lokomotive die Nummer E 762, behielt aber ihren Namen.
Nach der Stilllegung der Strecke im Jahr 1935 wurde die Lyn zusammen mit den Lokomotiven Yeo, Exe und Taw im Dezember des Jahres verschrottet.

## Nachbau
Im Januar 2009 kündigte der The Lynton & Barnstaple Railway Trust einen geplanten Nachbau der Lyn an, der ursprünglich bis 2012 abgeschlossen sein sollte, tatsächlich jedoch erst 2017 bei Alan Keef vollendet wurde. Die Lokomotive ist äußerlich so weit wie möglich an das Original angelehnt, weist aber einige technische Verbesserungen auf, insbesondere Überhitzer und Kolbenschieber. Am 8. Juli 2017 wurde die Lokomotive, die ebenfalls Lyn genannt wurde, erstmals unter eigenem Dampf bewegt. Sie ist nach der Lyd der zweite Nachbau einer Lokomotive der Lynton and Barnstaple Railway.